# 內格河
51°19′51″N 8°29′19″E / 51.33083°N 8.48861°E
內格河（德語：Neger），是德國的河流，位於該國西部，流經北萊茵-威斯特法倫州，屬於魯爾河的左支流，河道全長20.3公里，流域面積53.9平方公里，發源自施馬倫貝格附近。